# Selaginella subsplendens
Selaginella subsplendens är en mosslummerväxtart som beskrevs av Presl. Selaginella subsplendens ingår i släktet mosslumrar, och familjen mosslummerväxter. Inga underarter finns listade i Catalogue of Life.